# Tentopet
Tentopet, también llamada Duatentopet, fue una reina del Antiguo Egipto esposa de Ramsés IV, faraón de la vigésima dinastía. Aunque en los documentos referentes a Ramsés IV no se la menciona, se sabe que fue la esposa de este faraón por los títulos que se mencionan en su tumba, la QV74, donde se la llama Madre del Rey, lo que indica que Ramsés V era hijo suyo. 
Una Divina Adoratriz llamada Tentopet aparece con Ramsés III en el templo de Jonsu en Karnak. Esa Tentopet es probable que sea esta misma reina, lo que haría de ella hermana o media hermana de Ramsés IV, algo frecuente en la familia real para mantener la línea dinástica, transmitida por las mujeres, cuando el heredero no era hijo de una princesa real.  
Está enterrada en el Valle de las Reinas, en la tumba QV74. Se sabe que Amenhotep, enterrado en la tumba tebana TT346, era su mayordomo.
| N14 | Z7 · t | U33 | i | p · t | B7 |

| N14 | Z7 · t | U33 | i | p · t | B7 |

## Títulos
Según las inscripciones de la QV74:
- Hija del Rey
- Esposa del Rey
- Madre del Rey

### Citas
1. ↑  Settipani: op. cit., pág. 173.
2. 1 2  Dodson y Hilton, op. cit., pp. 190-192.
3. ↑  Dodson y Hilton, op. cit., pág. 189.
4. ↑  Tentopet.
5. ↑  Dodson y Hilton, op. cit., pág. 192.